# Edmund von Heyking
Edmund Friedrich Gustav von Heyking (* 16. März 1850 in Mitka, Kurland; † 15. Juni 1915 in Berlin) war ein deutscher Diplomat.

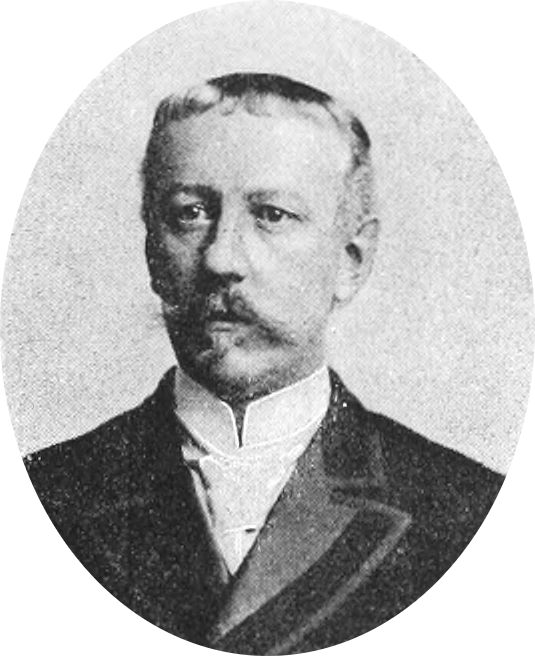
Edmund von Heyking

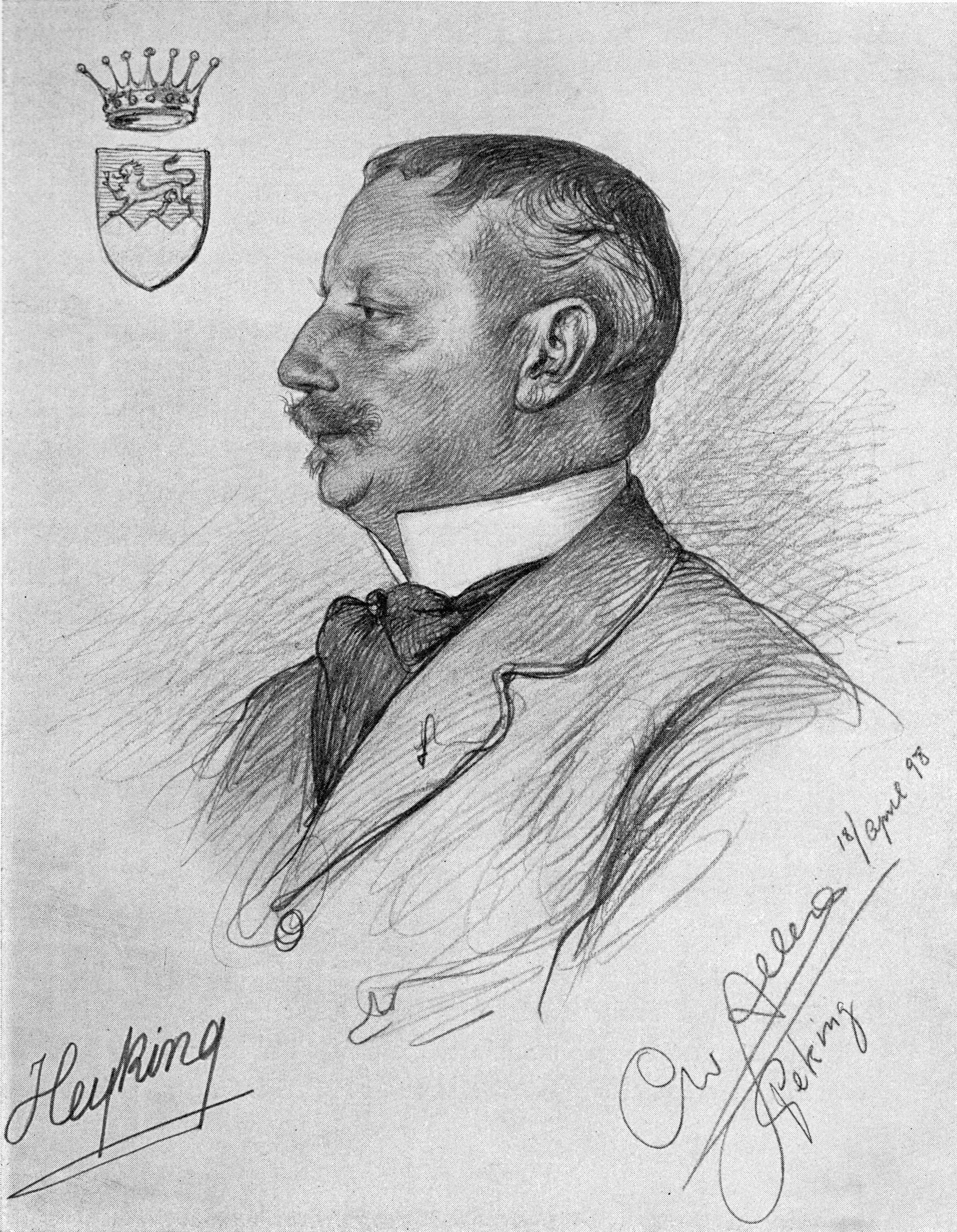
Edmund von Heyking, 1898 in Peking

## Leben
Seine Eltern waren Amalie Auguste, geborene von Jacobs, und Friedrich Alfred Baron Heyking, der seit 1859 Landesbevollmächtigter von Kurland war. Von Heyking studierte Rechtswissenschaft und Volkswirtschaftslehre an der Ruprecht-Karls-Universität Heidelberg.
Von 1870 bis 1873 studierte er an der Kaiserlichen Universität Dorpat. 1874 stellte ihn Alexander II. in Sankt Petersburg als Ministerialbeamten ein und entsandte ihn 1876 nach Philadelphia. 1878 übernahm er in Riga die Chefredaktion der deutschsprachigen Zeitung für Stadt und Land nebst der Baltischen Monatshefte. 1881 promovierte er in Berlin. Im gleichen Jahr vermittelte Herbert von Bismarck ihm eine Anstellung im Reichsamt des Innern. 1884 heiratete er Elisabeth von Flemming.
Von Juli 1886 bis Februar 1889 war von Heyking in Valparaíso beschäftigt, danach bis zum April 1893 in Kalkutta. Es folgte ein Erholungsurlaub bis Februar 1894 und danach bis April 1896 eine Phase in Kairo. Bis Juni 1899 war von Heyking Gesandter in Peking. Nach einem Erholungsurlaub in Deutschland folgte eine Beschäftigung in Mexiko. Im Februar 1903 trat von Heyking die Heimreise nach Europa an.
Bei seinen Auslandsaufenthalten hatte Edmund von Heyking seine Ehefrau Elisabeth von Heyking bei sich, während die beiden gemeinsamen Söhne und Elisabeth von Heykings Tochter aus erster Ehe meist in Deutschland blieben.
1907 wurde Edmund von Heyking wegen Krankheit in den Ruhestand versetzt. Danach lebte er bis zu seinem Tod auf Schloss Crossen.

## Heyking und der Kampf um Kiautschou
Die Entsendung von Heykings als Gesandter des Deutschen Reichs in Peking war eine flankierende Maßnahme für die Besetzung eines Ortes als Flottenstützpunkt in China. Alfred von Tirpitz schlug im September 1896 die Bucht von Kiautschou als Flottenstützpunkt für die deutsche Marine vor. Heykings favorisierte ebenfalls die Bucht von Kiautschou als Standort und schlug vor, einen Zwischenfall mit deutschen Missionaren oder Instrukteuren als Vorwand für eine Besetzung zu nehmen.
Mit einem Schreiben vom 15. März 1897 an Chlodwig zu Hohenlohe-Schillingsfürst riet von Heyking zur Einrichtung eines Reptilienfonds, mit welchem der deutsche Konsul in Kanton Wilhelm Knappe für 30 Shanghai-Dollar monatlich ab 1. März 1897 ein Netzwerk von Zuträgern bezahlen wollte.

## Werke
- Reisebilder aus dem Europäischen Rußland und dem Kaukasus, Leipzig 1878 (Digitalisat aus dem Bestand des Leibniz-Instituts für Ost- und Südosteuropaforschung).